# 1990 TO
1990 TO är en asteroid i huvudbältet som upptäcktes den 12 oktober 1990 av den australiensiske astronomen Robert H. McNaught vid Siding Spring-observatoriet.
Asteroiden har en diameter på ungefär 4 kilometer.